# 木曽さんちゅう
木曽 さんちゅう（きそ さんちゅう）は、日本のお笑い芸人、YouTuber。お笑いコンビ「Wコロン」の元メンバー。兵庫県神戸市出身。甲南大学経営学部卒業。身長175cm、体重110kg。血液型A型。本名は林 賢一（はやし けんいち）。WAJA NEXT・漫才協会所属。

## 経歴
趣味は音楽鑑賞、料理、釣り、駅弁収集。中日ドラゴンズファンである。既婚、4児の父である。
芸名は素人時代に関西の素人参加テレビ番組で角田信朗に「木曽の山中にいるような顔」といわれたことに由来し、森三中との関係は無い。ステージ衣装で着用しているTシャツは、すべてTシャツ・雑貨通信販売のまめた本舗からの衣装提供である。
かつてふかわりょうとコンビを組んでいたが、ピン芸人志望のふかわとそりがあわず、1ヶ月で解散した。その後はピンで活動し主に一人コントをしていた。また、1998年に中屋敬久とコンビ「バズーカルーム」を結成するも2003年に解散している。
2004年にねづっちとWコロンを結成。なぞかけはもともと得意ではなかったが、ねづっちのなぞかけを側で聞いているうちに、ねづっちほどの早さではないものの自身も即興でなぞかけを作ることができるようになったという。
以前は金髪が特徴だった。当時の相方のねづっちによれば「上で1回揉んでもらって」と「実際」と言う言葉を好んで使っていた。
ねづっちとはあまり口をきくことがなく、仲が悪いコンビとしてナイツ塙が紹介するなどして認知度を上げたものの、そのまま2015年に解散（経緯等は「Wコロン」の項を参照）。解散後の2015年5月をもってプロデューサーハウスあ・うんを退社、フリーを経て2017年より株式会社 WAJA NEXTに所属。
解散後暫くは漫談家として活動していたが、2018年1月11日より塩田忠道（元「ヴィンセント」「花パラダイス」）と「ケンメリ」を結成し、浅草東洋館での漫才協会中席から再び漫才師として活動する。
芸人活動のほか、テレビ番組の司会や、ライブMC、プレゼンテーション、子供を対象にした講演など活動の幅を広げている。

## 人物
- 学生時代からハードロック・ヘヴィメタルを好んでおり、自身のYouTubeチャンネルではLOUDNESSをはじめ思い入れの強いバンドの解説をしている。その一方で2022年10月よりインディーズのメタルバンドを集めて『KISO METAL FESTIVAL』と題する小規模フェスを企画、MCを担当しており不定期に行っている。

## 出演

### テレビ
- ジモト応援！東京つながるNews ～台東・墨田・足立・葛飾・江戸川～（J:COM）MC：月・水・金[4]
- 情報キャッチ!好きです。あだち（J:COM足立、2004年4月 - 2007年3月）[5]本名の林賢一名義で出演。
- ゆうどきネットワーク→ゆうどき（NHK、2010年11月2日 - 、不定期）「駅弁ひとり旅」コーナー担当
- will together〜ウィル・トゥギャザー〜 （tvk、2012年2月11日 - 2013年3月30日）スタジオMC [6]
- Will okinawa（琉球放送、2012年7月 - 2013年12月）
- 足立の人シリーズ（J:COM足立、2012年 - 2014年6月）
- てっぺん静岡（テレビ静岡、2014年7月 - 2014年11月）
- デイリー足立（J:COM足立、2014年4月 - 2015年5月）
- ナナイロ～WEDNESDAY～（ひかりTV、2016年5月 - 2016年11月）
- 足立人図鑑.TV（J:COM足立、2016年2月 - ）
- デイリーニュース（J:COM足立葛飾江戸川、2016年10月 - ）
- 足立人図鑑.tv（- 2021年11月、J:COM）インタビュアー[7]

### インターネットテレビ
- PLUG IN（ニコニコ生放送/Ustream、2015年6月 - 2015年12月）
- ザ☆木曽さんちゅうアワー!（インターネット放送局シーウェイブ (配信サイト: Abema TV FRESH, Ustream, YouTube Live)、2014年 - ）
木曽さんちゅうと塩田忠道がMC。アシスタントMCを葵(Pinkish)と鈴木花純が週替わりで担当(2017年5月現在)[8]。
- 木曽さんちゅうのアイ・i・愛コレクション!!（1000人TV (配信サイト: YouTube Live)、2017年5月10日 - 2017年8月2日）[9]

### ラジオ
- ドクター林の健康げらげらクリニック（かつしかFM）アシスタント（2014年5月16日 - 2014年6月27日）

### CM
- 日本ケンタッキー・フライド・チキン - 「夏のチキン祭りパック」

### Vシネマ
- 日本統一24・25・26（2017年-2018年） - 三代目侠和会中島組組員
- 我王伝（2018年） - 二代目神代組本部長 根津春雄

### インターネット
- ウラチューン!（漫才協会youtubeラジオ、2015年4月 - 2016年1月）
- 漫協口上委員会（漫才協会youtubeラジオ、2016年4月 - 7月）
- ぁみ木曽のメガネ祭り（2020年 - 2021年、時東ぁみInstagram動画コンテンツ）
- GCU木曽さんぽ（2021年~2022年）司会[10]